# Liste des aéroports au Niger
Voici une liste des aéroports au Niger, triés par emplacement.

## Aéroports
Les noms d'aéroport indiqués en gras indiquent que ceux ci possèdent un service régulier assurés par des compagnies aériennes commerciales.
| Ville        | OACI | AITA | Nom                                 |
| ------------ | ---- | ---- | ----------------------------------- |
| Agadez       | DRZA | AJY  | Aéroport international Mano-Dayak   |
| Arlit        | DRZL | RLT  | Aérodrome d'Arlit                   |
| Diffa        | DRZF |      | Aérodrome de Diffa                  |
| Dirkou       | DRZD |      | Aérodrome de Dirkou                 |
| Dogondoutchi | DRRC |      | Aérodrome de Dogondoutchi           |
| Dosso        | DRRD |      | Aérodrome de Dosso                  |
| Gaya         | DRRG |      | Aérodrome de Gaya                   |
| Gouré        | DRZG |      | Aérodrome de Gouré                  |
| Iférouane    | DRZI |      | Aérodrome d'Iférouane               |
| La Tapoa     | DRRP |      | Aérodrome de La Tapoa               |
| Maïné-Soroa  | DRZM |      | Aérodrome de Maïné-Soroa            |
| Maradi       | DRRM | MFQ  | Aérodrome de Maradi                 |
| Niamey       | DRRN | NIM  | Aéroport international Diori-Hamani |
| Ouallam      | DRRU |      | Aéroport de Ouallam (en)            |
| Tahoua       | DRRT | THZ  | Aérodrome de Tahoua                 |
| Téra         | DRRE |      | Aéroport de Téra (en)               |
| Tessaoua     | DRRA |      | Aérodrome de Tessaoua               |
| Tillia       | DRRZ |      | Tillia Airport                      |
| Tillabéri    | DRRL |      | Aérodrome de Tillabéri              |
| Zinder       | DRZR | ZND  | Aéroport international de Zinder    |